# Plattbauch

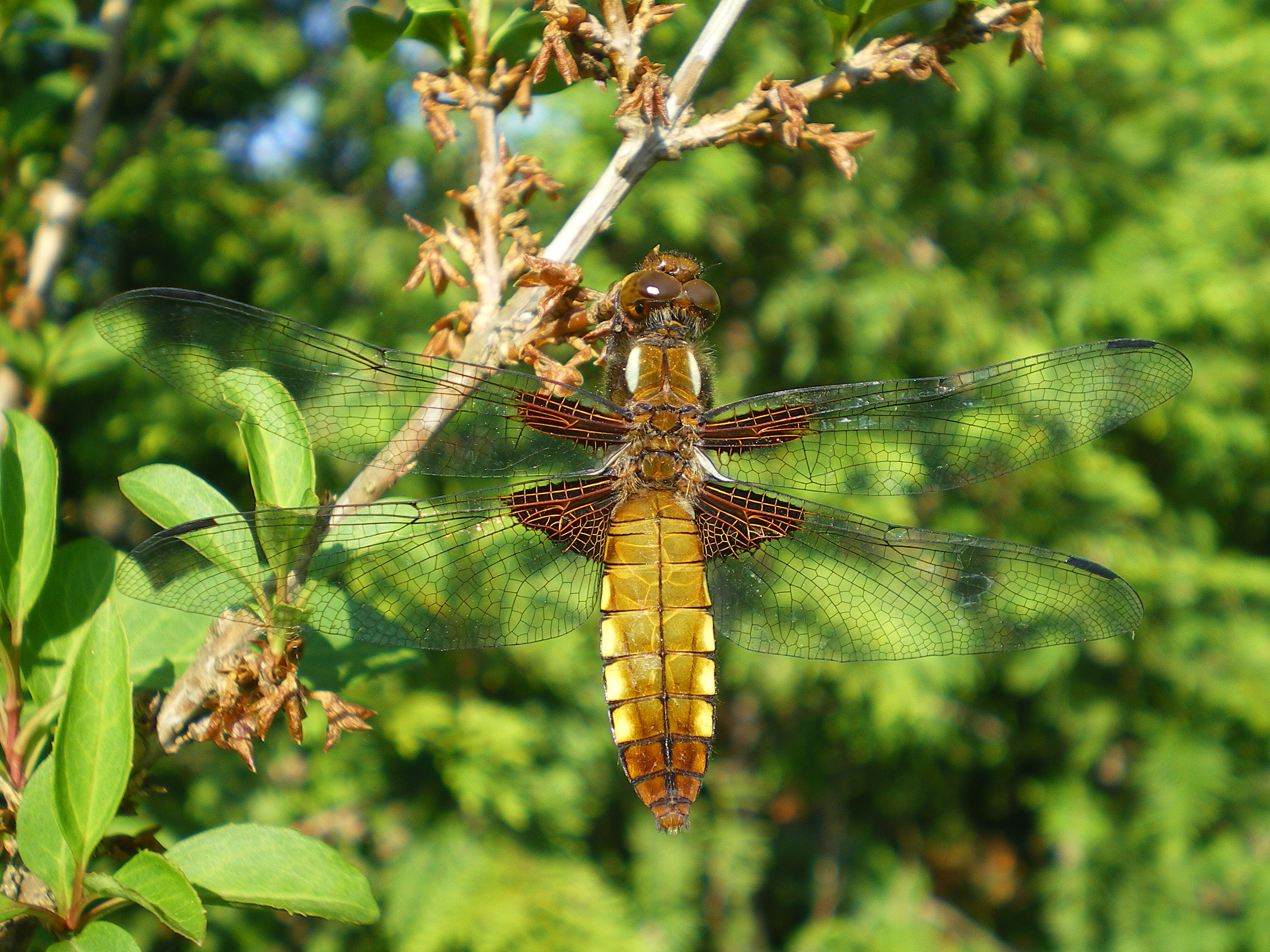
Junges Weibchen

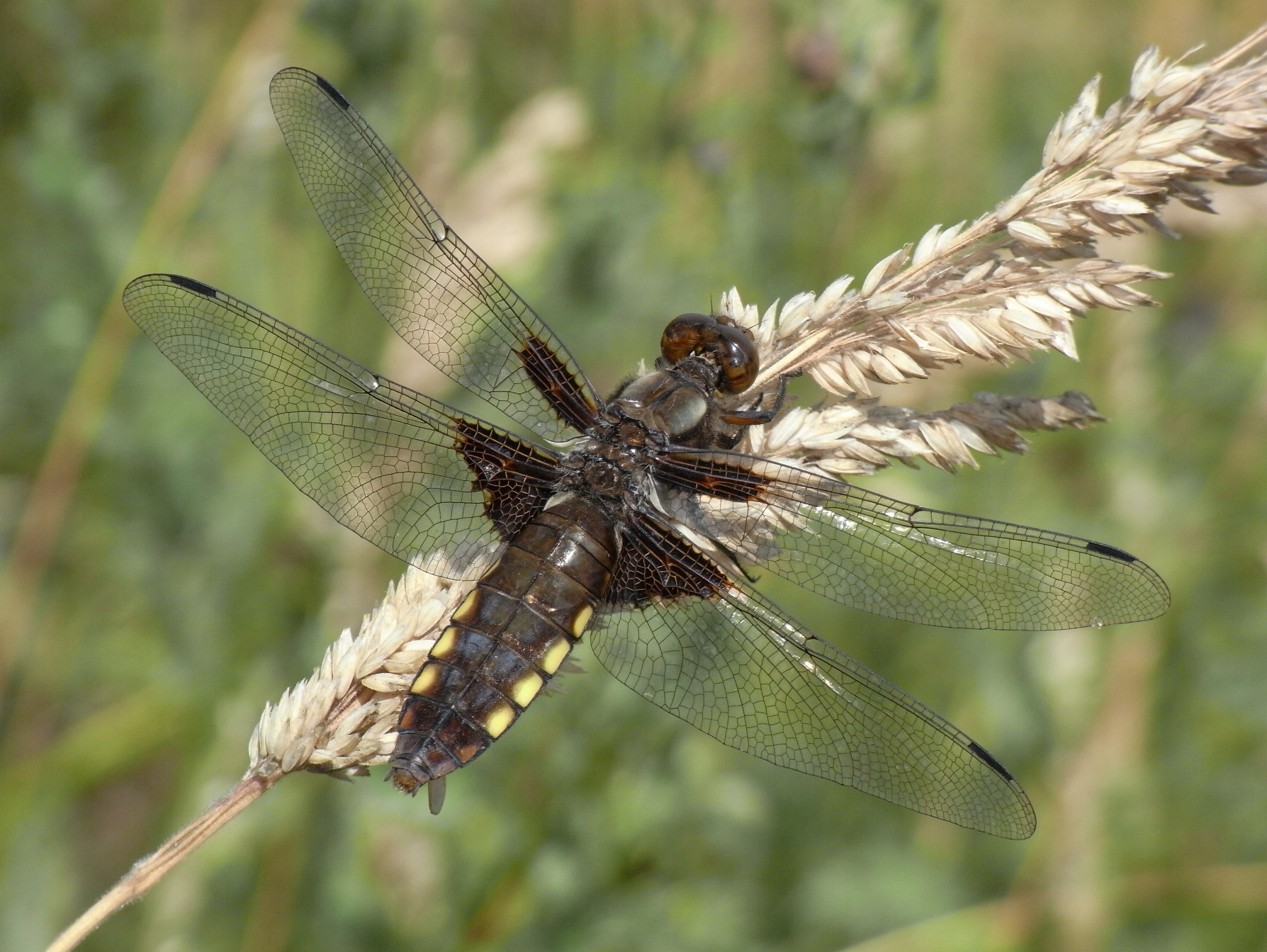
Älteres Weibchen

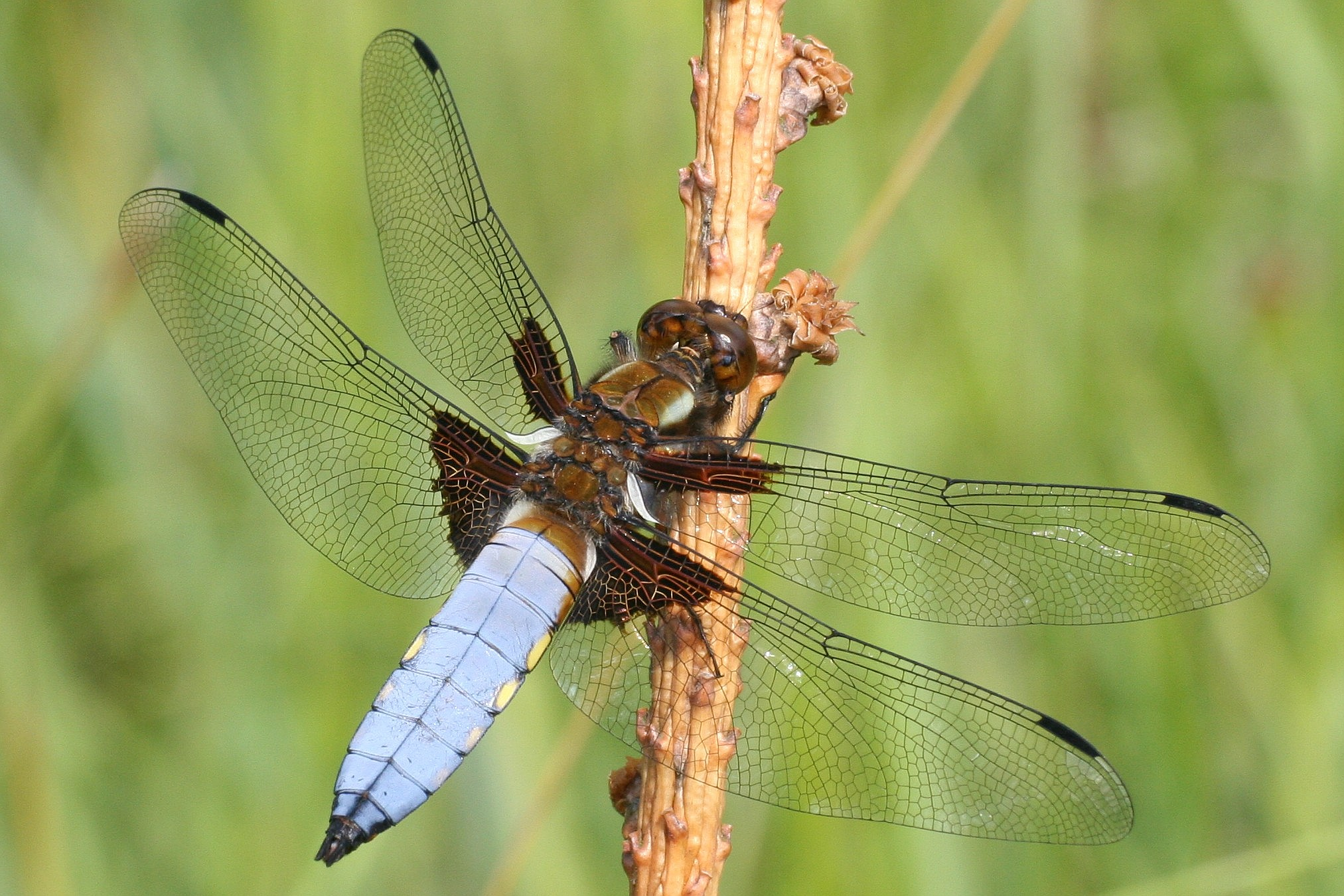
Junges Männchen mit gelben Seitenflecken

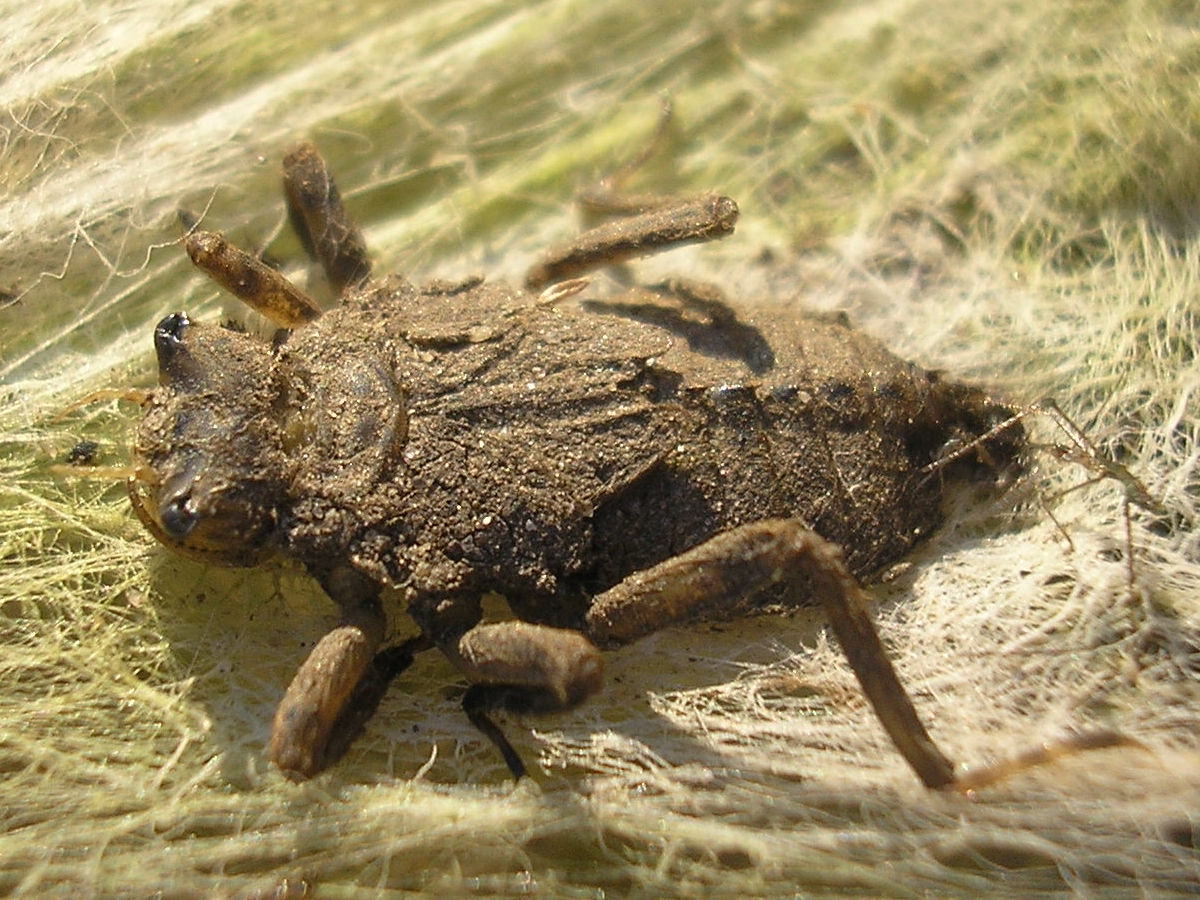
Letztes Larvenstadium

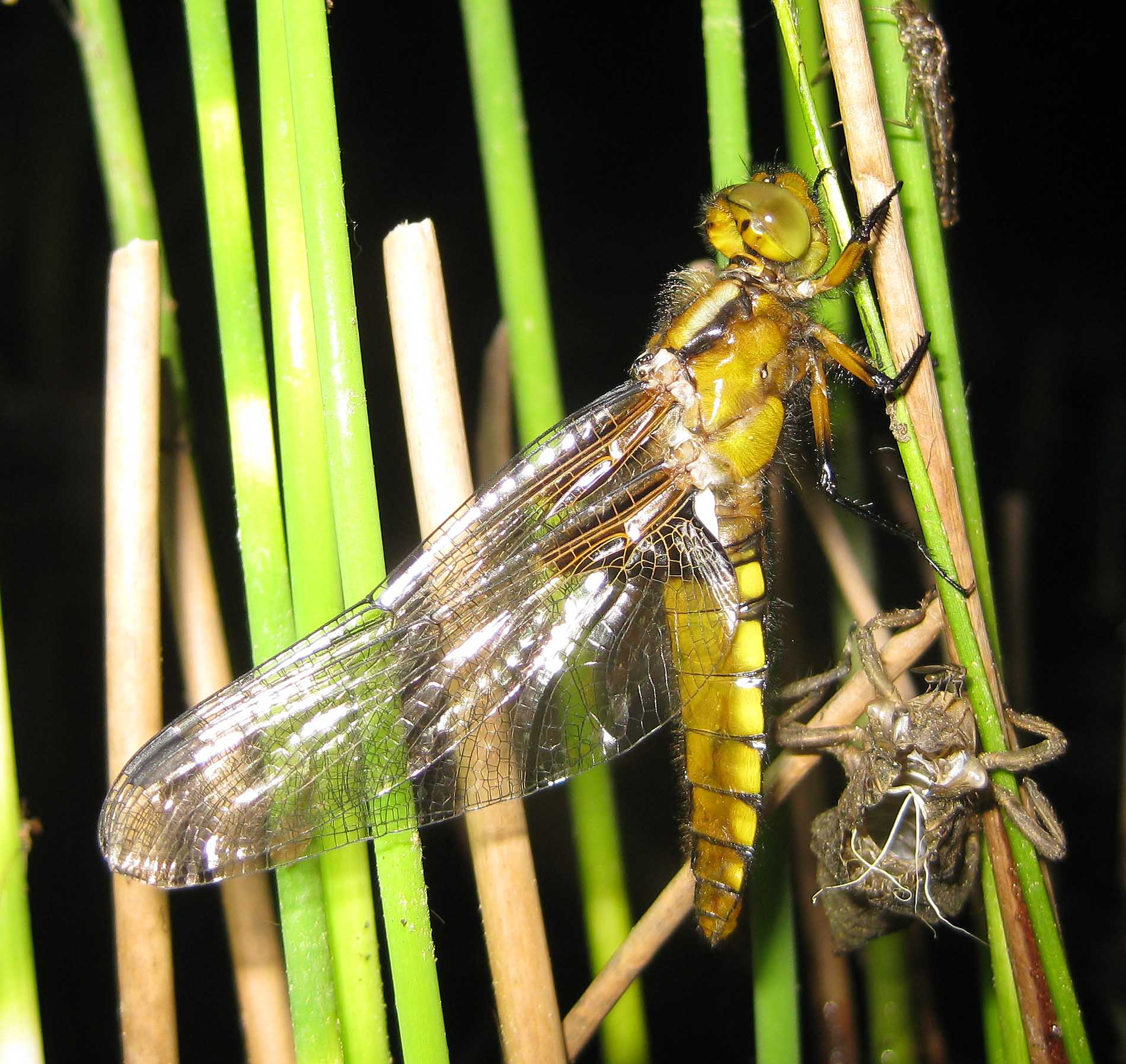
Frisch geschlüpftes Weibchen

Der Plattbauch (Libellula depressa) ist eine Libellenart aus der Familie der Segellibellen (Libellulidae) mit einem auffällig breiten, abgeflachten, etwas plump wirkenden Körper. Reife Männchen und Weibchen sind unterschiedlich gefärbt. Die Art ist ein Pionierbesiedler vegetationsarmer, besonnter Tümpel mit lehmigen oder sandig-kiesigen Ufern. Im Jahr 2001 wurde sie in Deutschland zum Insekt des Jahres gewählt.

## Merkmale

### Bau der Imago
Die Libellen erreichen eine Körperlänge von 40 bis 45 Millimetern bei einer Spannweite von 70 bis 80 Millimetern. Die Flügel sind durchsichtig, nur die Basis ist dunkel gefärbt, bei den Vorderflügeln durch einen schmalen, länglichen Fleck, bei den Hinterflügeln durch ein großflächigeres Dreieck. Der Hinterleib (Abdomen) ist sechs bis acht Millimeter breit, stark abgeflacht und verjüngt sich erst hinter der Hälfte. Bei den Männchen ist er wachsartig hellblau gefärbt und hat bei jungen Tieren seitlich gelbliche Flecken, die später verblassen. Die Weibchen haben einen zunächst gelbbraunen, später oliv- und zuletzt dunkelbraunen Hinterleib, bei dem auf den Seiten deutliche gelbe Flecken zu sehen sind, die im Alter nicht verblassen. Der restliche Körper ist überwiegend dunkelbraun gefärbt.

### Bau der Larve
Die Larve des Plattbauchs ist stark behaart und hat einen plumpen Körper, der eine Länge von 25 Millimetern und eine Breite von acht Millimetern erreicht. Ab der ersten bis zur dritten Häutung sind die Larven bräunlichgrau besitzen zwischen den Augen eine dunklere Zeichnung in Form eines V. Nach der dritten Häutung sind die Larven dunkler und grauer. Dies steigert sich mit den folgenden Häutungen weiter, so dass am Ende das V zwischen den Augen nicht mehr sichtbar ist. Die Antennen bestehen aus sieben Segmenten, von denen die ersten beiden eher kurz und breit sind, die restlichen fünf hingegen schlanker. Das vierte und fünfte Segment ist zudem deutlich kürzer als die übrigen, das siebte gepunktet. Das Labium ist von der Form und Größe her ähnlich dem der Larve des Vierflecks. Das Abdomen ist sehr haarig und weist auf den Segmenten vier bis acht nach hinten gerichtete Tuberkel auf. Die Art besitzt extrem kleine Lateraldornen auf den Segmenten acht und neun bzw. gar keine.

### Ähnliche Arten
Die Imago ähnelt:
- Spitzenfleck (Libellula fulva)
- Großer Blaupfeil (Orthetrum cancellatum) und andere Blaupfeile
- Vierfleck (Libellula quadrimaculata)

Die Larve ist der des Vierflecks sehr ähnlich. Unterschieden werden kann sie dadurch, dass die Lateraldornen beim Plattbauch wesentlich weniger ausgebildet sind.

## Vorkommen
Die Tiere kommen in fast ganz Europa, außer im Nordosten vor. Man findet die Larven vor allem in kleinen, stehenden Gewässern, die nicht beschattet sind und im Sommer auch austrocknen können. Nur selten findet man die Tiere auch in fließenden Gewässern. Bevorzugt werden weiters Gewässer mit geringer Vegetation und mit geringem Bodenschlammanteil bzw. solche Gewässer, deren Grund frei ist oder allenfalls sauerstoffreichen (aeroben) Schlamm aufweist.

## Lebensweise
Plattbäuche sind exzellente Flieger und können sehr hohe Geschwindigkeiten erreichen. Auch ihr Sehvermögen ist sehr gut ausgebildet. Sie ernähren sich von im Flug gefangenen Insekten, die sie mit ihren Beinen halten und im Flug auffressen. Sie sind Ansitzjäger, das heißt, dass sie an exponierten Stellen auf Beute lauern. Von diesen Punkten aus verteidigen sie auch ihr Revier gegenüber anderen Artgenossen und suchen gleichzeitig Weibchen für die Paarung.

### Flugzeiten
Die Libellen fliegen von Anfang Mai bis Ende Juli, manchmal auch bis in den August. Dabei werden zwei Maxima erreicht, die sich dadurch begründen, dass manche Larven nicht überwintern, sondern bereits im ersten Jahr ausgewachsen sind.

## Paarung und Entwicklung
Die Paarung findet im Flug statt und dauert weniger als 30 Sekunden. Die Weibchen fliegen oft über längere Distanzen und besiedeln so neue Gewässer. Sie werfen ihre Eier im Flug mit Wippbewegungen über Flachwasser ab. Sie berühren dazu mit der Hinterleibsspitze die Wasseroberfläche. Gelegt werden etwa 20 bis 100 Eier. Die Eier haben die Form einer Kugel, die an zwei gegenüberliegenden Seiten angespitzt ist. In Richtung der Spitzen sind sie zwischen 0,6 und 0,8 Millimeter lang, in der senkrechten Richtung zwischen 0,3 und 0,5 Millimeter. Ähnlich wie die Eier des Vierflecks werden auch die Eier des Plattbauchs durch eine circa ein Millimeter dicke Gallerthülle geschützt. Die zuerst milchig weiße Gallerthülle trübt sich mit der Zeit ein. Das Ei färbt sich von anfangs gelblich weiß hin zu braunschwarz.
Die Larven schlüpfen nach ca. vier Wochen und halten sich anfangs nahe an Wasserpflanzen auf. Erst später leben sie in vegetationslosem Flachwasser. Sie sitzen am Grund, teilweise mit Schlamm bedeckt, und lauern auf Beute. Sie fressen Insekten und Insektenlarven, Krebstiere, Würmer und Larven von Amphibien. Wenn ihre Gewässer austrocknen, verkriechen sie sich im Schlamm, wie sie es auch bei ihrer Überwinterung tun. Ihre Entwicklung ist nach ein bis zwei Jahren und 11 Larvenstadien abgeschlossen. Die Flügelscheiden treten erstmals nach der vierten Häutung auf. Anfang bis Mitte Mai schlüpfen die Imagines.